# Rainer Bonhof
Rainer Bonhof (Emmerik, Noordrijn-Westfalen, 29 maart 1952) is een Nederlands-Duits voormalig voetballer. Hij was een verdedigende middenvelder, die toch ook wel scoorde, gemiddeld 1 doelpunt per 5 à 6 competitiewedstrijden.
Bonhof stond als speler bekend om zijn harde vrije schoppen en zijn verre en nauwkeurige inworpen.
Half 1974 stond Bonhof in de belangstelling bij Ajax, waar Hans Kraay sr. net trainer/manager was geworden. De komst van de toen 22-jarige speler van Borussia Mönchengladbach naar Amsterdam vond echter geen doorgang.
Op 1 september 2006 ondertekende Bonhof een contract met Chelsea FC als scout voor het gebied van Duitsland en Oostenrijk. De overeenkomst tussen Chelsea en Bonhof werd beëindigd wegens hoge schulden van de club.
Op 11 februari 2009 werd hij genoemd als nieuwe ondervoorzitter van Borussia Mönchengladbach.